# Erysiphe penicillata

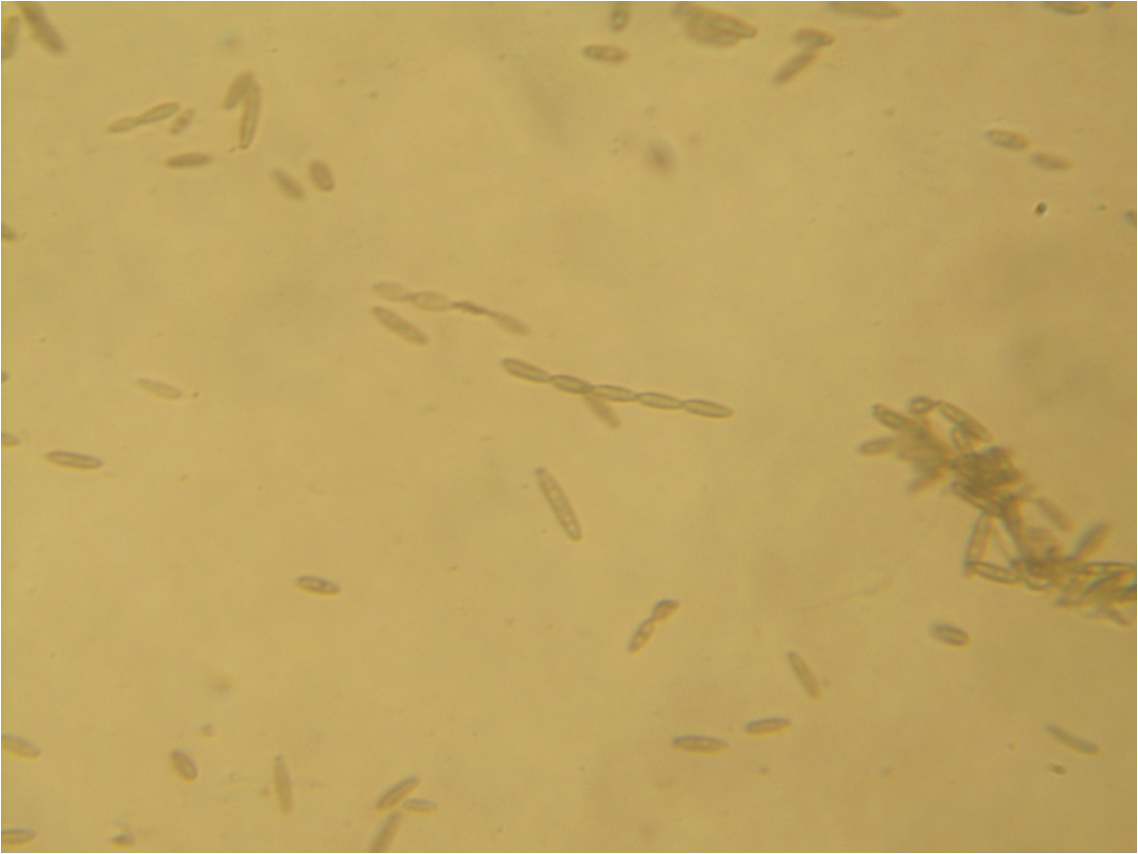
Zarodniki Erysiphe penicillata

Erysiphe penicillata (Wallr.) Link – gatunek grzybów należący do rodziny mączniakowatych (Erysiphaceae). Grzyb mikroskopijny, pasożyt bezwzględny wielu gatunków roślin.

## Systematyka i nazewnictwo
Pozycja w klasyfikacji według Index Fungorum: Erysiphe, Erysiphaceae, Erysiphales, Leotiomycetidae, Leotiomycetes, Pezizomycotina, Ascomycota, Fungi.
Po raz pierwszy zdiagnozował go w 1819 r. Karl Friedrich Wallroth, nadając mu nazwę Alphitomorpha penicillata. Obecną, uznaną przez Index Fungorum nazwę nadał mu w 1824 r. Heinrich Friedrich Link.
Synonimy:

- Alphitomorpha penicillata Wallr. 1819
- Alphitomorpha penicillata Wallr. 1819 var. penicillata
- Calocladia penicillata (Wallr.) Lév. 1851
- Calocladia penicillata (Wallr.) Lév. 1851 f. penicillata
- Erysiphe penicillata (Wallr.) Fr. 1829
- Erysiphe penicillata (Wallr.) Link 1824 f. penicillata
- Erysiphe penicillata (Wallr.) Link 1824 var. penicillata
- Erysiphe vaccinii Schwein., 1832
- Microsphaera alni var. vaccinii (Schwein.) E.S. Salmon 1900
- Microsphaera penicillata (Wallr.) Sacc. 1882
- Microsphaera penicillata (Wallr.) Sacc. 1882 f. penicillata
- Microsphaera penicillata (Wallr.) Sacc. 1882 var. penicillata
- Microsphaera penicillata var. vaccinii (Schwein.) W.B. Cooke 1952
- Microsphaera vaccinii (Schwein.) Cooke & Peck 1872
- Podosphaera penicillata (Wallr.) Quél. 1875
- Trichocladia vaccinii (Schwein.) Jacz. 1927
- Trichocladia vaccinii (Schwein.) Jacz., 1927 f. vaccinii

## Morfologia
Biała lub białoszara grzybnia rozwija się na obu powierzchniach liści, ale głównie na dolnej stronie. Jest początkowo znikoma, drobna i rozproszona, później staje się bardziej gęsta, wojłokowata. Klejstotecja o średnicy 65–110 (–140) μm. Zbudowane są z wielokątnych komórek o średnicy 10–18 μm. Przyczepki w liczbie 4–26, o długości równej średnicy klejstotecjum, lub dwukrotnie dłuższe. Zazwyczaj są bezbarwne, gładkie i nierozgałęzione, czasami jednak o barwie bursztynowobrązowej, szorstkiej powierzchni. Z 1–2 przegrodami przy podstawie i dichotomiczne 3–6 razy rozgałęzione. Końcówki najdłuższych przyczepek są zagięte o 360 stopni. Klejstotecja zawierają 3–6 worków o rozmiarach 40–70 × 30–50 μm, kształcie jajowatym lub jajowato-kulistym, siedzących, lub z krótkim trzonkiem. W każdym worku powstaje 2-8 owalnych, hialinowych askospor o rozmiarach 18–23 × 10–12 μm.

## Występowanie i znaczenie
Rozprzestrzeniony jest głównie w Ameryce Północnej i Europie, ale notowany także w Chile, Indiach, i Japonii. Pasożytuje na wielu gatunkach roślin. Opisano jego występowanie na olszy, brzozie, lilaku, groszku i azalii. U tej ostatniej wywołuje chorobę o nazwie mączniak prawdziwy azalii.